# أصلية

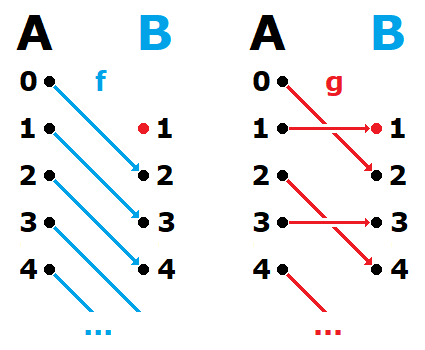
اصليه بين مجموعتين

أصلية (كردينالية) المجموعة المراد بها في الرياضيات عد عدد أصول (عناصر) المجموعة. مثلا مجموعة اثنين وأربعة وستة (A = {2, 4, 6}
) مجموعة من ثلاثة أصول، أصلية المجموعة إذا ثلاثة. هناك مذهبان لدراسة أصلية المجموعات — أحدهما يكون بالتقابل والتباين والآخر باستعمال الأعداد الأصلية.
- تكون لمجموعتين أصلية واحدة (| A | = | B |) إذا وجدت دالة تقابل من الأولى إلى الثانية. تكون أصلية الأولى أكبر من أصلية الثانية أو مساوية لها (| A | ≥ | B |) إذا وجدت دالة تباين من الثانية إلى الأولى. تكون أصلية الأولى أكبر قطعا من أصلية الثانية (| A | > | B |) إذا وجدت دالة تباين من الأولى إلى الثانية ولم توجد دالة تقابل.